# Musée Fenaille
Das Musée Fenaille ist ein Museum für Archäologie, Kunst- und Kulturgeschichte der Region Rouergue in Rodez im französischen Département Aveyron.

## Geschichte
Seit 1837 setzten sich die Mitglieder der Société des lettres, sciences et arts de l'Aveyron für die Zusammenführung verschiedener Einzelsammlungen in einem Museum ein. 1913 erwarb der Erdöl-Industrielle und Mäzen Maurice Fenaille (1855–1937) das vom Abriss bedrohte Hôtel de Jouery, ein Hôtel particulier im historischen Zentrum von Rodez, und ließ in den Jahren 1923 bis 1926 umfangreiche Renovierungsarbeiten durchführen, ehe er es der Société des lettres, sciences et arts de l'Aveyron als Museumsgebäude schenkte. Das Museum wurde am 30. Oktober 1937 in Anwesenheit seines Stifters kurz vor dessen Tod eingeweiht.

## Sammlungen
Die Sammlungen repräsentieren die Kunst- und Kulturgeschichte der Region Rouergue von Paläolithikum bis zur Gegenwart. Dabei ragt besonders die Sammlung jungsteinzeitlicher Statuenmenhire heraus, die als bedeutendste ihrer Art in Europa gilt.
Das Mittelalter ist mit Skulpturen aus Klöstern und Kirchen der Region sowie Alltagsgegenständen vertreten. Aus dem 16. Jahrhundert und der Renaissance werden von den Bischöfen von Rodez in Auftrag gegebene Wandteppiche, Buntglasfenster und Skulpturen gezeigt.
Zu sehen sind ferner die Möbel eines bürgerlichen Hauses vom Ende des 16. und Anfang des 17. Jahrhunderts.